# Cader
El Club Atlético Defensor Estudiantil Rochense, más conocido como "Cader", es un club deportivo situado en el departamento de Rocha, Uruguay. Compite profesionalmente en la Liga Uruguaya de Básquetbol. Fundado el 18 de julio de 1937, es apodado Rojo del Este. 

## El club
El Club Atlético Cader abrió sus puertas el 18 de julio de 1937, fundado por un grupo de amigos.
Rápidamente, el club comenzó a competir de la mano de Mario Cola y a lograr la obtención de campeonatos juveniles y de mayores a nivel local, del Este y del Interior. Enfrentándose a rivales de fuste como Peñarol, Champagnat, Juventud y otros. 
En 1974, con la paralización del basketball en la zona, Cader desaparece, al igual que la mayoría de los clubes del medio.
Cerca de los años 1990 de la mano de un grupo de padres, exjugadores y de Héctor Pérez y Alfonso Meoni, se lleva adelante la idea de recuperar y empezar a enseñar basketball en todas las categorías. Se participa en la Liga de Maldonado y se logra competir en Argentina y Chile con las categorías formativas.-
En el año 1994 se firma convenio con la Intendencia de Rocha para techar el estadio, que hasta entonces era una cancha abierta. 
En el 2005, Cader se afilia nuevamente a la Federación Uruguaya de Basketball y en el 2007 por primera vez se participa de un torneo por el ascenso al círculo de privilegio del basketball uruguayo.
En el 2008 Cader logra salir Campeón del Interior y ascender a la Liga Uruguaya de Básquetbol, Liga en la cual se mantiene hasta la fecha. 
En el 2009 se firma un convenio con el Ministerio de Transporte y Obras Públicas para construir el piso flotante y una nueva red lumínica.

### Comisión Directiva
| Comisión Directiva |                |
| Puesto             | Nombre         |
| Presidente         | Rafael De Leon |
| Vicepresidente     | Juan Cola      |
| Secretario         | Marta Falero   |
| Tesorero           | Carlos Moreno  |